# Jariega
Jariega – osiedle typu miejskiego w Rosji, w Republice Komi. W 2010 roku liczyło 7806 mieszkańców.